# 大衛·史崔森
大衛·史崔森（英語：David Strathairn，1949年1月26日—），美國男演員，活躍於電影、電視、舞台劇。他曾以電影《晚安，好运。》獲奧斯卡影帝提名。1970年畢業於馬薩諸塞州的威廉姆斯學院。

## 作品
- 《七人返鄉》 (1980年)
- 《戀愛症候群》 (1983年)
- 《施活的遭遇》 (Silkwood1983年)
- 《The Brother from Another Planet》 (1984年)
- 《When Nature Calls》 (1985年)
- 《強盜爸爸》 (1986年)
- 《Broken Vows》 (1987年)(TV)
- 《暴亂風雲》 (1987年)
- 《Stars and Bars》 (1988年)
- 《Eight Men Out》 (1988年)
- 《英烈的歲月》 (1990年)
- 《熱浪》 (1990年)(TV)
- 《Son of the Morning Star》 (1991年)(TV)
- 《希望之城》 (1991年)
- 《紅粉聯盟》 (1992年)
- 《天生贏家》 (1992年)
- 《神鬼尖兵》 (1992年)
- 《激情魚》 (1992年)
- 《我的天才家庭》 (1993年)
- 《黑色豪門企業》 (1993年)
- 《驚濤駭浪》 (1994年)
- 《生母養母的戰爭》 (1995年)
- 《熱淚傷痕》 (1995年)
- 《心情故事》 (1995年)
- 《今生情與恨》 (1996年)
- 《Bad Manners》 (1997年)
- 《鐵面特警隊》 (1997年)
- 《The Climb》 (1998年)
- 《一路上有你》 (1998年)
- 《仲夏夜之夢》 (1999年)
- 《叢林地獄》 (1999年)
- 《心靈控訴》 (1999年)
- 《捍衛自由》 (2000年)(TV)
- 《Harrison's Flowers》 (2000年)
- 《Ball in the House》 (2001年)
- 《藍色蘿莉塔》 (2002年)
- 《暢所欲言》 (2002年)
- 《Lathe of Heaven》 (2002年)(TV)
- 《Master Spy: The Robert Hanssen Story》 (2002年)(TV)
- 《非常命案》 (2004年)
- 《The Notorious Bettie Page》 (2005年)
- 《Missing in America》 (2005年)
- 《晚安，祝你好運》 (2005年)
  - 提名奧斯卡最佳男主角獎
  - 提名金球獎最佳戲劇類電影男主角
  - 提名英國電影學院獎最佳男主角
  - 提名美國演員工會獎最佳男主角
- 《Heavens Fall》 (2006年)
- 《希望不滅》 (2006年)
- 《The Sensation of Sight》 (2007年)
- 《Steel Toes》 (2007年)
- 《破綻》 (2007年)
- 《藍莓之夜》 (2007年)
- 《神鬼認證：最後通牒》 (2007年)
- 《奇幻精靈事件簿》(2008年)
- 《Hereafter》(2008年)
- 《The Loss of a Teardrop Diamond》(2008年)
- 《嚎囂》(2010年)
- 《告密者》（2010年）
- 《林肯》（2012年）
- 《哥吉拉》（2014年）
- 《美國心風暴》（2016年）
- 《无依之地》（2020年）
- 《哥吉拉 II 怪獸之王》（2021年）

## 外部連結
- David Strathairn在互联网电影资料库（IMDb）上的資料（英文）
- 互聯網百老匯資料庫（IBDB）上David Strathairn的資料（英文）
- David Strathairn在名人資料庫（NNDB）